# Come diventare se stessi
(David Foster Wallace intervistato da David Lipsky)
Come diventare se stessi. David Foster Wallace si racconta è la trascrizione di un'intervista fatta allo scrittore statunitense David Foster Wallace dal giornalista David Lipsky.
L'intervista, che venne registrata tra il 5 marzo 1996 e il 10 marzo 1996 per un articolo che Lipsky doveva scrivere per la rivista Rolling Stone, si svolse durante la parte finale del tour promozionale del romanzo Infinite Jest che Wallace tenne negli Stati Uniti.

## Struttura
Lipsky propone la trascrizione dei dialoghi che ebbe con Wallace mentre attraversavano insieme parte degli Stati Uniti per promuovere Infinite Jest, il romanzo che consacrò Wallace come uno degli autori più promettenti della moderna letteratura mondiale. Il libro ci presenta con dovizia di particolari quasi ogni momento che i due trascorsero assieme in auto e in aereo, discutendo di letteratura, cinema, televisione, musica popolare, fama, depressione e molti altri temi.

## Film
Dall'intervista di David Lipsky è stato tratto il film The End of the Tour - Un viaggio con David Foster Wallace, diretto da James Ponsoldt e interpretato da Jason Segel e Jesse Eisenberg, che impersonano rispettivamente nei ruoli di Wallace e Lipsky. Il film è stato presentato durante il Sundance Film Festival 2015.

## Edizioni
David Lipsky, Come diventare se stessi. David Foster Wallace si racconta, Minimum Fax, 2010,  p. 443, ISBN 978-88-7521-361-9.